# Vyšėjšaja Liha
La Vyšėjšaja Liha (in bielorusso Вышэйшая ліга?; in russo Высшая лига?, Vysšaja liga; letteralmente "Lega superiore") è la massima divisione del campionato bielorusso di calcio. Nato a sedici squadre dopo l'indipendenza della Bielorussia, ebbe inizio nel 1992 ed è organizzato dalla federcalcio bielorussa; è composto da sedici squadre che si contendono il titolo di Campione di Bielorussia. La squadra più titolata è il BATĖ Borisov che ha vinto la competizione per 15 volte, di cui 13 consecutivamente.
In base al coefficiente UEFA, per la stagione 2022-2023 è il quarantesimo campionato più competitivo d'Europa.

## Formula
Le sedici squadre partecipanti si affrontano in un girone all'italiana con partite di andata e ritorno, per un totale di trenta giornate. La squadra campione di Bielorussia ha il diritto a partecipare alla UEFA Champions League partendo dal secondo turno preliminare, mentre le squadre classificate al secondo e terzo posto sono ammesse alla UEFA Europa League partendo dal primo turno preliminare. Le ultime due classificate sono retrocesse direttamente in Peršaja Liha.

## Squadre
Stagione 2024:
- Arsenal Dzjaržynsk
- BATĖ Borisov
- Dinamo Brėst
- Dinamo Minsk
- Dnjapro Mahilëŭ
- Homel'
- Islač
- Minsk
- Naftan
- Nëman
- Šachcër Salihorsk
- Slavija-Mazyr
- Sluck
- Smarhon'
- Tarpeda-BelAZ
- Vicebsk

### Partecipazioni per squadra
Sono 43 le squadre che hanno partecipato alle 35 stagioni della Vyšėjšaja Liha dal 1992 al 2025. In grassetto le squadre partecipanti alla Vyšėjšaja Liha 2025.
- 35 volte:  Dinamo Brėst,  Dinamo Minsk,  Nëman
- 34 volte:  Šachcër Salihorsk
- 29 volte:  Homel',  Vicebsk
- 28 volte:  BATĖ Borisov,  Dnjapro Mahilëŭ
- 26 volte:  Tarpeda-BelAZ
- 24 volte:  Naftan
- 23 volte:  Belšyna,  Slavija-Mazyr
- 18 volte:  Minsk
- 16 volte:  Tarpeda Minsk
- 13 volte:  Maladzečna
- 12 volte:  Sluck
- 10 volte:  Islač,  Tarpeda Mahilëŭ
- 9 volte:  Ėnerhetyk-BDU Minsk
- 8 volte:  Rėčyca-2014
- 7 volte:  Dinamo-93 Minsk,  Lida,  Partyzan Minsk,  Smarhon'
- 6 volte:  Daryda Minski raën
- 5 volte:  Babrujsk,  Haradzeja
- 4 volte:  Hranit Mikašėvičy,  Ljakamatyŭ Vicebsk,  SKVIČ Minsk
- 3 volte:  Arsenal Dzjaržynsk,  Ataka Minsk,  Kamunal'nik Slonim,  Staryja Darohi
- 2 volte:  Krumkačy Minsk,  Ruch Brėst,  Smaljavičy
- 1 volta:  Asipovičy,  Luč Minsk,  ML Vicebsk,  Savit Mahilëŭ,  Spadarožnik Rėčica,  Transmaš Mahilëŭ

## Albo d'oro
- 1992:  Dinamo Minsk (1)
- 1992-1993:  Dinamo Minsk (2)
- 1993-1994:  Dinamo Minsk (3)
- 1994-1995:  Dinamo Minsk (4)
- 1995:  Dinamo Minsk (5)
- 1996:  MPKC Mazyr (1)
- 1997:  Dinamo Minsk (6)
- 1998:  Dnjapro-Transmaš Mahilëŭ (1)
- 1999:  BATĖ Borisov (1)
- 2000:  Slavija Mazyr (2)
- 2001:  Belšyna (1)
- 2002:  BATĖ Borisov (2)
- 2003:  Homel' (1)
- 2004:  Dinamo Minsk (7)
- 2005:  Šachcër Salihorsk (1)
- 2006:  BATĖ Borisov (3)
- 2007:  BATĖ Borisov (4)

- 2008:  BATĖ Borisov (5)
- 2009:  BATĖ Borisov (6)
- 2010:  BATĖ Borisov (7)
- 2011:  BATĖ Borisov (8)
- 2012:  BATĖ Borisov (9)
- 2013:  BATĖ Borisov (10)
- 2014:  BATĖ Borisov (11)
- 2015:  BATĖ Borisov (12)
- 2016:  BATĖ Borisov (13)
- 2017:  BATĖ Borisov (14)
- 2018:  BATĖ Borisov (15)
- 2019:  Dinamo Brėst (1)
- 2020:  Šachcër Salihorsk (2)
- 2021:  Šachcër Salihorsk (3)
- 2022: titolo revocato
- 2023:  Dinamo Minsk (8)
- 2024:  Dinamo Minsk (9)

## Statistiche

### Vittorie per squadra dal 1992
| Club              | Vittorie | Secondi posti | Stagioni vittorie                                                                        |
| ----------------- | -------- | ------------- | ---------------------------------------------------------------------------------------- |
| BATĖ Borisov      | 15       | 7             | 1999, 2002, 2006, 2007, 2008, 2009, 2010, 2011, 2012, 2013, 2014, 2015, 2016, 2017, 2018 |
| Dinamo Minsk      | 9        | 9             | 1992, 1993, 1994, 1995-a, 1995-b, 1997, 2004, 2023, 2024                                 |
| Šachcër Salihorsk | 3        | 6             | 2005, 2020, 2021                                                                         |
| Slavija-Mazyr     | 2        | 2             | 1996, 2000                                                                               |
| Dnjapro Mahilëŭ   | 1        | 1             | 1998                                                                                     |
| Belšyna           | 1        | 1             | 2001                                                                                     |
| Homel'            | 1        | 1             | 2003                                                                                     |
| Dinamo Brėst      | 1        | -             | 2019                                                                                     |
| Nëman             | -        | 3             | -----                                                                                    |
| Vicebsk           | -        | 2             | -----                                                                                    |
| Dinamo-93 Minsk   | -        | 1             | -----                                                                                    |